# 1870 en mathématiques
| Années des mathématiques : 1867 - 1868 - 1869 - 1870 - 1871 - 1872 - 1873    |
| Décennies des mathématiques : 1840 - 1850 - 1860 - 1870 - 1880 - 1890 - 1900 |

Cet article présente les faits marquants de l'année 1870 en mathématiques.

## Évènements
- 1er décembre : le mathématicien allemand Leopold Kronecker formalise le concept de groupe abélien fini et démontre le théorème fondamental de cette structure dans son article : Auseinandersetzung einiger Eigenschaften der Klassenzahl idealer complexer Zahlen lu devant l'Académie des sciences de Berlin[1].

## Publications
- Marie Ennemond Camille Jordan : Traité des substitutions et des équations algébriques. Le mathématicien français formalise la théorie de la réduction d'endomorphisme. Ce livre popularise largement la théorie de Galois.

## Naissances
- 25 janvier : Helge von Koch (mort en 1924), mathématicien suédois.

- 2 février : Henri Fehr (mort en 1954), mathématicien suisse.
- 7 mars : Ernst Leonard Lindelöf (mort en 1946), mathématicien finlandais.
- 11 mars : Louis Bachelier (mort en 1946), mathématicien français.
- 18 mars : Agnes Sime Baxter (morte en 1917), mathématicienne canadienne.
- 23 mars : Raoul Bricard (mort en 1943), mathématicien français.
- 3 mai : Octavio Cordero Palacios (mort en 1930), mathématicien, écrivain, dramaturge, poète, inventeur et avocat équatorien.
- 20 mai : Robert de Montessus de Ballore (mort en 1937), mathématicien français.
- 3 octobre : Henri Dulac (mort en 1955), mathématicien français.
- 21 novembre : Louise Duffield Cummings (morte en 1947), mathématicienne américaine, d'origine canadienne.
- 13 décembre : Virginia Ragsdale (morte en 1945), mathématicienne américaine.
- T. H. C. Stevenson (mort en 1932), statisticien irlandais.

## Décès
- 14 février : Adolf Ferdinand Wenceslaus Brix (né en 1798), mathématicien allemand.
- 21 février : Nicolas-Remi Brück (né en 1818), mathématicien et militaire belge.
- 1er mai : Gabriel Lamé (né en 1795), mathématicien français.
- 17 mai : Radhanath Sikdar (né en 1813), mathématicien et topographe indien.
- 28 août : Frederick Pollock (né en 1783), avocat, homme politique conservateur et mathématicien britannique.
- 14 octobre : Charles Grandemange (né en 1834), mathématicien et calculateur prodige français né sans bras ni jambe.